# NBA Live 96
NBA Live 96 est un jeu vidéo de basket-ball sorti en 1995 et fonctionne sur PlayStation, Super Nintendo, Mega Drive et PC. Le jeu a été développé par EA Sports, puis édité par Electronic Arts.

## Accueil
- PC Team : 86 %[1]